# Niger (staat)
Niger is een Nigeriaanse staat. De hoofdstad is Minna, de staat heeft 4.260.496 inwoners (2007) en een oppervlakte van 76.363 km². De staat werd genoemd naar de rivier de Niger en is qua oppervlakte de grootste staat van Nigeria.
Sokoto, Kebbi en Zamfara werden losgemaakt van Niger en werden aparte staten in 1991 en 1996.
Er leeft een kleine minderheid van moslims in de staat.
De staat heeft een belangrijk aandeel in de energiebehoefte van Nigeria. Twee van de grotere hydro-elektrische dammen staan er. Het Kainji National Park ligt er ook.

## Lokale bestuurseenheden
Er zijn 25 lokale bestuurseenheden (Local Government Areas of LGA's). Elk LGA wordt bestuurd door een gekozen raad met aan het hoofd een democratisch gekozen voorzitter.
De lokale bestuurseenheden zijn:
| - Agaie - Agawara - Bida - Borgu - Bosso - Chanchaga - Edati - Gbako - Gurara - Katcha - Kontagora - Lapai - Lavun |  | - Magama - Mariga - Mashegu - Mokwa - Moya - Paikoro - Rafi - Rijau - Shiroro - Suleja - Tafa - Wushishi |

Abia · Adamawa · Akwa Ibom · Anambra · Bauchi · Bayelsa · Benue · Borno · Cross River · Delta · Ebonyi · Edo · Ekiti · Enugu · Gombe · Imo · Jigawa · Kaduna · Kano · Katsina · Kebbi · Kogi · Kwara · Lagos · Nassarawa · Niger · Ogun · Ondo · Osun · Oyo · Plateau · Rivers · Sokoto · Taraba · Yobe · Zamfara
Federaal district: Federal Capital Territory